# Lista di asteroidi (43001-44000)
Di seguito una lista di asteroidi dal numero 43001 al 44000 con data di scoperta e scopritore.

## 43001-43100
| Nome                  | Designazione provvisoria | Data di scoperta | Scopritore                       |
| --------------------- | ------------------------ | ---------------- | -------------------------------- |
| 43001 -               | 1999 UE9                 | 29 ottobre 1999  | CSS                              |
| 43002 -               | 1999 US12                | 29 ottobre 1999  | CSS                              |
| 43003 -               | 1999 UC14                | 29 ottobre 1999  | CSS                              |
| 43004 -               | 1999 UR16                | 29 ottobre 1999  | CSS                              |
| 43005 -               | 1999 UA17                | 30 ottobre 1999  | CSS                              |
| 43006 -               | 1999 UG26                | 30 ottobre 1999  | CSS                              |
| 43007 -               | 1999 UK27                | 30 ottobre 1999  | Spacewatch                       |
| 43008 -               | 1999 UD31                | 31 ottobre 1999  | Spacewatch                       |
| 43009 -               | 1999 UB39                | 29 ottobre 1999  | LONEOS                           |
| 43010 -               | 1999 UE41                | 17 ottobre 1999  | LONEOS                           |
| 43011 -               | 1999 UD42                | 20 ottobre 1999  | LINEAR                           |
| 43012 -               | 1999 US49                | 30 ottobre 1999  | CSS                              |
| 43013 -               | 1999 UX50                | 30 ottobre 1999  | CSS                              |
| 43014 -               | 1999 UQ51                | 31 ottobre 1999  | CSS                              |
| 43015 -               | 1999 UD52                | 31 ottobre 1999  | CSS                              |
| 43016 -               | 1999 VM                  | 2 novembre 1999  | J. M. Roe                        |
| 43017 -               | 1999 VA2                 | 5 novembre 1999  | J. M. Roe                        |
| 43018 -               | 1999 VY2                 | 4 novembre 1999  | Y. Shimizu, T. Urata             |
| 43019 -               | 1999 VG3                 | 1 novembre 1999  | Spacewatch                       |
| 43020 -               | 1999 VO4                 | 1 novembre 1999  | CSS                              |
| 43021 -               | 1999 VT5                 | 4 novembre 1999  | Y. Shimizu, T. Urata             |
| 43022 -               | 1999 VR7                 | 7 novembre 1999  | K. Korlević                      |
| 43023 -               | 1999 VS12                | 11 novembre 1999 | C. W. Juels                      |
| 43024 -               | 1999 VU12                | 11 novembre 1999 | C. W. Juels                      |
| 43025 Valusha         | 1999 VW12                | 1 novembre 1999  | E. W. Elst, S. I. Ipatov         |
| 43026 -               | 1999 VJ20                | 11 novembre 1999 | C. W. Juels                      |
| 43027 Minusio         | 1999 VA23                | 12 novembre 1999 | S. Sposetti                      |
| 43028 Gnosca          | 1999 VE23                | 12 novembre 1999 | S. Sposetti                      |
| 43029 -               | 1999 VT24                | 13 novembre 1999 | T. Kobayashi                     |
| 43030 -               | 1999 VK25                | 13 novembre 1999 | T. Kobayashi                     |
| 43031 -               | 1999 VY25                | 14 novembre 1999 | G. Hug, G. Bell                  |
| 43032 -               | 1999 VR26                | 3 novembre 1999  | LINEAR                           |
| 43033 -               | 1999 VT29                | 3 novembre 1999  | LINEAR                           |
| 43034 -               | 1999 VO34                | 3 novembre 1999  | LINEAR                           |
| 43035 -               | 1999 VO35                | 3 novembre 1999  | LINEAR                           |
| 43036 -               | 1999 VF37                | 3 novembre 1999  | LINEAR                           |
| 43037 -               | 1999 VH37                | 3 novembre 1999  | LINEAR                           |
| 43038 -               | 1999 VV44                | 4 novembre 1999  | CSS                              |
| 43039 -               | 1999 VD45                | 4 novembre 1999  | CSS                              |
| 43040 -               | 1999 VT45                | 4 novembre 1999  | CSS                              |
| 43041 -               | 1999 VC47                | 4 novembre 1999  | LINEAR                           |
| 43042 -               | 1999 VF47                | 4 novembre 1999  | LINEAR                           |
| 43043 -               | 1999 VN49                | 3 novembre 1999  | LINEAR                           |
| 43044 -               | 1999 VR49                | 3 novembre 1999  | LINEAR                           |
| 43045 -               | 1999 VV49                | 3 novembre 1999  | LINEAR                           |
| 43046 -               | 1999 VF50                | 3 novembre 1999  | LINEAR                           |
| 43047 -               | 1999 VT56                | 4 novembre 1999  | LINEAR                           |
| 43048 -               | 1999 VR59                | 4 novembre 1999  | LINEAR                           |
| 43049 -               | 1999 VD61                | 4 novembre 1999  | LINEAR                           |
| 43050 -               | 1999 VL66                | 4 novembre 1999  | LINEAR                           |
| 43051 -               | 1999 VF71                | 4 novembre 1999  | LINEAR                           |
| 43052 -               | 1999 VJ71                | 4 novembre 1999  | LINEAR                           |
| 43053 -               | 1999 VD72                | 11 novembre 1999 | BAO Schmidt CCD Asteroid Program |
| 43054 -               | 1999 VU78                | 4 novembre 1999  | LINEAR                           |
| 43055 -               | 1999 VR81                | 5 novembre 1999  | LINEAR                           |
| 43056 -               | 1999 VW88                | 4 novembre 1999  | LINEAR                           |
| 43057 -               | 1999 VN92                | 9 novembre 1999  | LINEAR                           |
| 43058 -               | 1999 VT92                | 9 novembre 1999  | LINEAR                           |
| 43059 -               | 1999 VF93                | 9 novembre 1999  | LINEAR                           |
| 43060 -               | 1999 VS93                | 9 novembre 1999  | LINEAR                           |
| 43061 -               | 1999 VU93                | 9 novembre 1999  | LINEAR                           |
| 43062 -               | 1999 VC103               | 9 novembre 1999  | LINEAR                           |
| 43063 -               | 1999 VC104               | 9 novembre 1999  | LINEAR                           |
| 43064 -               | 1999 VK114               | 9 novembre 1999  | CSS                              |
| 43065 -               | 1999 VZ124               | 10 novembre 1999 | LINEAR                           |
| 43066 -               | 1999 VJ135               | 13 novembre 1999 | LONEOS                           |
| 43067 -               | 1999 VA140               | 10 novembre 1999 | Spacewatch                       |
| 43068 -               | 1999 VK159               | 14 novembre 1999 | LINEAR                           |
| 43069 -               | 1999 VO160               | 14 novembre 1999 | LINEAR                           |
| 43070 -               | 1999 VD161               | 14 novembre 1999 | LINEAR                           |
| 43071 -               | 1999 VA173               | 15 novembre 1999 | LINEAR                           |
| 43072 -               | 1999 VS177               | 6 novembre 1999  | LINEAR                           |
| 43073 -               | 1999 VP184               | 15 novembre 1999 | LINEAR                           |
| 43074 -               | 1999 VT188               | 15 novembre 1999 | LINEAR                           |
| 43075 -               | 1999 VJ189               | 15 novembre 1999 | LINEAR                           |
| 43076 -               | 1999 VW189               | 15 novembre 1999 | LINEAR                           |
| 43077 -               | 1999 VY191               | 14 novembre 1999 | LINEAR                           |
| 43078 -               | 1999 VX192               | 1 novembre 1999  | LONEOS                           |
| 43079 -               | 1999 VS194               | 1 novembre 1999  | CSS                              |
| 43080 -               | 1999 VA198               | 3 novembre 1999  | CSS                              |
| 43081 Stephenschwartz | 1999 VA199               | 4 novembre 1999  | LONEOS                           |
| 43082 -               | 1999 VH216               | 3 novembre 1999  | LINEAR                           |
| 43083 Frankconrad     | 1999 WR                  | 19 novembre 1999 | W. R. Cooney Jr.                 |
| 43084 -               | 1999 WQ1                 | 30 novembre 1999 | LINEAR                           |
| 43085 -               | 1999 WE2                 | 19 novembre 1999 | P. Kušnirák                      |
| 43086 -               | 1999 WB7                 | 28 novembre 1999 | K. Korlević                      |
| 43087 Castegna        | 1999 WW8                 | 28 novembre 1999 | S. Sposetti                      |
| 43088 -               | 1999 WO9                 | 30 novembre 1999 | T. Kojima                        |
| 43089 -               | 1999 WP12                | 29 novembre 1999 | Spacewatch                       |
| 43090 -               | 1999 WF20                | 16 novembre 1999 | LINEAR                           |
| 43091 -               | 1999 XL1                 | 2 dicembre 1999  | T. Kobayashi                     |
| 43092 -               | 1999 XT5                 | 4 dicembre 1999  | CSS                              |
| 43093 -               | 1999 XA7                 | 4 dicembre 1999  | CSS                              |
| 43094 -               | 1999 XK7                 | 4 dicembre 1999  | C. W. Juels                      |
| 43095 -               | 1999 XF8                 | 3 dicembre 1999  | T. Kobayashi                     |
| 43096 -               | 1999 XL11                | 5 dicembre 1999  | CSS                              |
| 43097 -               | 1999 XM13                | 5 dicembre 1999  | LINEAR                           |
| 43098 -               | 1999 XD14                | 5 dicembre 1999  | LINEAR                           |
| 43099 -               | 1999 XO15                | 5 dicembre 1999  | K. Korlević                      |
| 43100 -               | 1999 XV15                | 6 dicembre 1999  | K. Korlević                      |

## 43101-43200
| Nome              | Designazione provvisoria | Data di scoperta | Scopritore            |
| ----------------- | ------------------------ | ---------------- | --------------------- |
| 43101 -           | 1999 XX18                | 3 dicembre 1999  | LINEAR                |
| 43102 -           | 1999 XU19                | 5 dicembre 1999  | LINEAR                |
| 43103 -           | 1999 XC21                | 5 dicembre 1999  | LINEAR                |
| 43104 -           | 1999 XP21                | 5 dicembre 1999  | LINEAR                |
| 43105 -           | 1999 XM22                | 6 dicembre 1999  | LINEAR                |
| 43106 -           | 1999 XB26                | 6 dicembre 1999  | LINEAR                |
| 43107 -           | 1999 XG26                | 6 dicembre 1999  | LINEAR                |
| 43108 -           | 1999 XQ26                | 6 dicembre 1999  | LINEAR                |
| 43109 -           | 1999 XP28                | 6 dicembre 1999  | LINEAR                |
| 43110 -           | 1999 XH29                | 6 dicembre 1999  | LINEAR                |
| 43111 -           | 1999 XD30                | 6 dicembre 1999  | LINEAR                |
| 43112 -           | 1999 XK31                | 6 dicembre 1999  | LINEAR                |
| 43113 -           | 1999 XN31                | 6 dicembre 1999  | LINEAR                |
| 43114 -           | 1999 XR36                | 7 dicembre 1999  | C. W. Juels           |
| 43115 -           | 1999 XG39                | 6 dicembre 1999  | LINEAR                |
| 43116 -           | 1999 XN39                | 6 dicembre 1999  | LINEAR                |
| 43117 -           | 1999 XT42                | 7 dicembre 1999  | LINEAR                |
| 43118 -           | 1999 XD43                | 7 dicembre 1999  | LINEAR                |
| 43119 -           | 1999 XV44                | 7 dicembre 1999  | LINEAR                |
| 43120 -           | 1999 XB49                | 7 dicembre 1999  | LINEAR                |
| 43121 -           | 1999 XM49                | 7 dicembre 1999  | LINEAR                |
| 43122 -           | 1999 XL50                | 7 dicembre 1999  | LINEAR                |
| 43123 -           | 1999 XT50                | 7 dicembre 1999  | LINEAR                |
| 43124 -           | 1999 XJ53                | 7 dicembre 1999  | LINEAR                |
| 43125 -           | 1999 XQ61                | 7 dicembre 1999  | LINEAR                |
| 43126 -           | 1999 XL64                | 7 dicembre 1999  | LINEAR                |
| 43127 -           | 1999 XD68                | 7 dicembre 1999  | LINEAR                |
| 43128 -           | 1999 XM68                | 7 dicembre 1999  | LINEAR                |
| 43129 -           | 1999 XY68                | 7 dicembre 1999  | LINEAR                |
| 43130 -           | 1999 XZ68                | 7 dicembre 1999  | LINEAR                |
| 43131 -           | 1999 XK72                | 7 dicembre 1999  | LINEAR                |
| 43132 -           | 1999 XO73                | 7 dicembre 1999  | LINEAR                |
| 43133 -           | 1999 XK76                | 7 dicembre 1999  | LINEAR                |
| 43134 -           | 1999 XU77                | 7 dicembre 1999  | LINEAR                |
| 43135 -           | 1999 XT82                | 7 dicembre 1999  | LINEAR                |
| 43136 -           | 1999 XE85                | 7 dicembre 1999  | LINEAR                |
| 43137 -           | 1999 XU85                | 7 dicembre 1999  | LINEAR                |
| 43138 -           | 1999 XJ86                | 7 dicembre 1999  | LINEAR                |
| 43139 -           | 1999 XM90                | 7 dicembre 1999  | LINEAR                |
| 43140 -           | 1999 XT90                | 7 dicembre 1999  | LINEAR                |
| 43141 -           | 1999 XR91                | 7 dicembre 1999  | LINEAR                |
| 43142 -           | 1999 XQ93                | 7 dicembre 1999  | LINEAR                |
| 43143 -           | 1999 XA97                | 7 dicembre 1999  | LINEAR                |
| 43144 -           | 1999 XD98                | 7 dicembre 1999  | LINEAR                |
| 43145 -           | 1999 XT98                | 7 dicembre 1999  | LINEAR                |
| 43146 -           | 1999 XN102               | 7 dicembre 1999  | LINEAR                |
| 43147 -           | 1999 XO105               | 8 dicembre 1999  | H. Shiozawa, T. Urata |
| 43148 -           | 1999 XB106               | 11 dicembre 1999 | T. Kobayashi          |
| 43149 -           | 1999 XU107               | 4 dicembre 1999  | CSS                   |
| 43150 -           | 1999 XF109               | 4 dicembre 1999  | CSS                   |
| 43151 -           | 1999 XU114               | 11 dicembre 1999 | LINEAR                |
| 43152 -           | 1999 XM115               | 4 dicembre 1999  | CSS                   |
| 43153 -           | 1999 XC118               | 5 dicembre 1999  | CSS                   |
| 43154 -           | 1999 XH118               | 5 dicembre 1999  | CSS                   |
| 43155 -           | 1999 XE120               | 5 dicembre 1999  | CSS                   |
| 43156 -           | 1999 XF120               | 5 dicembre 1999  | CSS                   |
| 43157 -           | 1999 XT120               | 5 dicembre 1999  | CSS                   |
| 43158 -           | 1999 XK121               | 5 dicembre 1999  | CSS                   |
| 43159 -           | 1999 XP121               | 5 dicembre 1999  | CSS                   |
| 43160 -           | 1999 XY122               | 7 dicembre 1999  | CSS                   |
| 43161 -           | 1999 XW123               | 7 dicembre 1999  | CSS                   |
| 43162 -           | 1999 XE126               | 7 dicembre 1999  | CSS                   |
| 43163 -           | 1999 XB127               | 7 dicembre 1999  | CSS                   |
| 43164 -           | 1999 XJ154               | 8 dicembre 1999  | LINEAR                |
| 43165 -           | 1999 XA156               | 8 dicembre 1999  | LINEAR                |
| 43166 -           | 1999 XO156               | 8 dicembre 1999  | LINEAR                |
| 43167 -           | 1999 XY157               | 8 dicembre 1999  | LINEAR                |
| 43168 -           | 1999 XO161               | 13 dicembre 1999 | LINEAR                |
| 43169 -           | 1999 XE167               | 10 dicembre 1999 | LINEAR                |
| 43170 -           | 1999 XH171               | 10 dicembre 1999 | LINEAR                |
| 43171 -           | 1999 XF172               | 10 dicembre 1999 | LINEAR                |
| 43172 -           | 1999 XV172               | 10 dicembre 1999 | LINEAR                |
| 43173 -           | 1999 XK177               | 10 dicembre 1999 | LINEAR                |
| 43174 -           | 1999 XF180               | 10 dicembre 1999 | LINEAR                |
| 43175 -           | 1999 XY189               | 12 dicembre 1999 | LINEAR                |
| 43176 -           | 1999 XM196               | 12 dicembre 1999 | LINEAR                |
| 43177 -           | 1999 XQ198               | 12 dicembre 1999 | LINEAR                |
| 43178 -           | 1999 XH201               | 12 dicembre 1999 | LINEAR                |
| 43179 -           | 1999 XL204               | 12 dicembre 1999 | LINEAR                |
| 43180 -           | 1999 XT206               | 12 dicembre 1999 | LINEAR                |
| 43181 -           | 1999 XY206               | 12 dicembre 1999 | LINEAR                |
| 43182 -           | 1999 XG212               | 14 dicembre 1999 | LINEAR                |
| 43183 -           | 1999 XK213               | 14 dicembre 1999 | LINEAR                |
| 43184 -           | 1999 XD214               | 14 dicembre 1999 | LINEAR                |
| 43185 -           | 1999 XK222               | 15 dicembre 1999 | LINEAR                |
| 43186 -           | 1999 XQ230               | 7 dicembre 1999  | LONEOS                |
| 43187 -           | 1999 XF233               | 2 dicembre 1999  | LONEOS                |
| 43188 Zouxiaoduan | 1999 XP234               | 3 dicembre 1999  | LONEOS                |
| 43189 -           | 1999 XR240               | 7 dicembre 1999  | LINEAR                |
| 43190 -           | 1999 XR241               | 13 dicembre 1999 | LONEOS                |
| 43191 -           | 1999 YM5                 | 29 dicembre 1999 | Črni Vrh              |
| 43192 -           | 1999 YG13                | 30 dicembre 1999 | LONEOS                |
| 43193 Secinaro    | 2000 AW4                 | 1 gennaio 2000   | L. Tesi, A. Boattini  |
| 43194 -           | 2000 AJ6                 | 4 gennaio 2000   | P. G. Comba           |
| 43195 -           | 2000 AP13                | 3 gennaio 2000   | LINEAR                |
| 43196 -           | 2000 AH32                | 3 gennaio 2000   | LINEAR                |
| 43197 -           | 2000 AU44                | 5 gennaio 2000   | Spacewatch            |
| 43198 -           | 2000 AD62                | 4 gennaio 2000   | LINEAR                |
| 43199 -           | 2000 AJ68                | 5 gennaio 2000   | LINEAR                |
| 43200 -           | 2000 AO68                | 5 gennaio 2000   | LINEAR                |

## 43201-43300
| Nome              | Designazione provvisoria | Data di scoperta | Scopritore                       |
| ----------------- | ------------------------ | ---------------- | -------------------------------- |
| 43201 -           | 2000 AT69                | 5 gennaio 2000   | LINEAR                           |
| 43202 -           | 2000 AQ70                | 5 gennaio 2000   | LINEAR                           |
| 43203 -           | 2000 AV70                | 5 gennaio 2000   | LINEAR                           |
| 43204 -           | 2000 AA71                | 5 gennaio 2000   | LINEAR                           |
| 43205 -           | 2000 AV72                | 5 gennaio 2000   | LINEAR                           |
| 43206 -           | 2000 AJ78                | 5 gennaio 2000   | LINEAR                           |
| 43207 -           | 2000 AJ79                | 5 gennaio 2000   | LINEAR                           |
| 43208 -           | 2000 AW98                | 5 gennaio 2000   | LINEAR                           |
| 43209 -           | 2000 AP101               | 5 gennaio 2000   | LINEAR                           |
| 43210 -           | 2000 AS101               | 5 gennaio 2000   | LINEAR                           |
| 43211 -           | 2000 AR105               | 5 gennaio 2000   | LINEAR                           |
| 43212 Katosawao   | 2000 AL113               | 5 gennaio 2000   | LINEAR                           |
| 43213 -           | 2000 AC132               | 3 gennaio 2000   | LINEAR                           |
| 43214 -           | 2000 AQ135               | 4 gennaio 2000   | LINEAR                           |
| 43215 -           | 2000 AN138               | 5 gennaio 2000   | LINEAR                           |
| 43216 -           | 2000 AB139               | 5 gennaio 2000   | LINEAR                           |
| 43217 -           | 2000 AE139               | 5 gennaio 2000   | LINEAR                           |
| 43218 -           | 2000 AE143               | 5 gennaio 2000   | LINEAR                           |
| 43219 -           | 2000 AC150               | 7 gennaio 2000   | LINEAR                           |
| 43220 -           | 2000 AR150               | 8 gennaio 2000   | LINEAR                           |
| 43221 -           | 2000 AJ151               | 8 gennaio 2000   | LINEAR                           |
| 43222 -           | 2000 AG155               | 3 gennaio 2000   | LINEAR                           |
| 43223 -           | 2000 AE162               | 4 gennaio 2000   | LINEAR                           |
| 43224 Tonypensa - | 2000 AP165               | 8 gennaio 2000   | LINEAR                           |
| 43225 -           | 2000 AW165               | 8 gennaio 2000   | LINEAR                           |
| 43226 -           | 2000 AM166               | 8 gennaio 2000   | LINEAR                           |
| 43227 -           | 2000 AR166               | 8 gennaio 2000   | LINEAR                           |
| 43228 -           | 2000 AH169               | 7 gennaio 2000   | LINEAR                           |
| 43229 -           | 2000 AD174               | 7 gennaio 2000   | LINEAR                           |
| 43230 -           | 2000 AX175               | 7 gennaio 2000   | LINEAR                           |
| 43231 -           | 2000 AU177               | 7 gennaio 2000   | LINEAR                           |
| 43232 -           | 2000 AH178               | 7 gennaio 2000   | LINEAR                           |
| 43233 -           | 2000 AQ179               | 7 gennaio 2000   | LINEAR                           |
| 43234 -           | 2000 AN186               | 8 gennaio 2000   | LINEAR                           |
| 43235 -           | 2000 AX197               | 8 gennaio 2000   | LINEAR                           |
| 43236 -           | 2000 AB199               | 8 gennaio 2000   | LINEAR                           |
| 43237 -           | 2000 AB204               | 6 gennaio 2000   | P. Kušnirák                      |
| 43238 -           | 2000 AT233               | 5 gennaio 2000   | LINEAR                           |
| 43239 -           | 2000 AK238               | 6 gennaio 2000   | Spacewatch                       |
| 43240 -           | 2000 AP240               | 7 gennaio 2000   | LINEAR                           |
| 43241 -           | 2000 AB244               | 8 gennaio 2000   | LINEAR                           |
| 43242 -           | 2000 AK244               | 8 gennaio 2000   | LONEOS                           |
| 43243 -           | 2000 AB253               | 7 gennaio 2000   | Spacewatch                       |
| 43244 -           | 2000 AR253               | 7 gennaio 2000   | Spacewatch                       |
| 43245 -           | 2000 BB15                | 31 gennaio 2000  | T. Kobayashi                     |
| 43246 -           | 2000 BB18                | 30 gennaio 2000  | LINEAR                           |
| 43247 -           | 2000 BV25                | 30 gennaio 2000  | LINEAR                           |
| 43248 -           | 2000 BD26                | 29 gennaio 2000  | Spacewatch                       |
| 43249 -           | 2000 BQ29                | 29 gennaio 2000  | LINEAR                           |
| 43250 -           | 2000 CG3                 | 2 febbraio 2000  | LINEAR                           |
| 43251 -           | 2000 CX4                 | 2 febbraio 2000  | LINEAR                           |
| 43252 -           | 2000 CB10                | 2 febbraio 2000  | LINEAR                           |
| 43253 -           | 2000 CY18                | 2 febbraio 2000  | LINEAR                           |
| 43254 -           | 2000 CE35                | 2 febbraio 2000  | LINEAR                           |
| 43255 -           | 2000 CT62                | 2 febbraio 2000  | LINEAR                           |
| 43256 -           | 2000 CF82                | 4 febbraio 2000  | LINEAR                           |
| 43257 -           | 2000 CO87                | 4 febbraio 2000  | LINEAR                           |
| 43258 -           | 2000 CH91                | 6 febbraio 2000  | LINEAR                           |
| 43259 Wangzhenyi  | 2000 CK104               | 8 febbraio 2000  | BAO Schmidt CCD Asteroid Program |
| 43260 -           | 2000 CV116               | 3 febbraio 2000  | LINEAR                           |
| 43261 -           | 2000 DF3                 | 27 febbraio 2000 | T. Kobayashi                     |
| 43262 -           | 2000 DL4                 | 28 febbraio 2000 | LINEAR                           |
| 43263 -           | 2000 DM19                | 29 febbraio 2000 | LINEAR                           |
| 43264 -           | 2000 DZ52                | 29 febbraio 2000 | LINEAR                           |
| 43265 -           | 2000 DX54                | 29 febbraio 2000 | LINEAR                           |
| 43266 -           | 2000 DZ83                | 28 febbraio 2000 | LINEAR                           |
| 43267 -           | 2000 DL84                | 28 febbraio 2000 | LINEAR                           |
| 43268 -           | 2000 DP93                | 28 febbraio 2000 | LINEAR                           |
| 43269 -           | 2000 DO98                | 29 febbraio 2000 | LINEAR                           |
| 43270 -           | 2000 ED9                 | 3 marzo 2000     | LINEAR                           |
| 43271 -           | 2000 EQ13                | 5 marzo 2000     | LINEAR                           |
| 43272 -           | 2000 ED34                | 5 marzo 2000     | LINEAR                           |
| 43273 -           | 2000 EL41                | 8 marzo 2000     | LINEAR                           |
| 43274 -           | 2000 ER56                | 8 marzo 2000     | LINEAR                           |
| 43275 -           | 2000 ED95                | 9 marzo 2000     | LINEAR                           |
| 43276 -           | 2000 EE95                | 9 marzo 2000     | LINEAR                           |
| 43277 -           | 2000 EZ96                | 10 marzo 2000    | LINEAR                           |
| 43278 -           | 2000 ES109               | 8 marzo 2000     | NEAT                             |
| 43279 -           | 2000 EY112               | 9 marzo 2000     | LINEAR                           |
| 43280 -           | 2000 EY131               | 11 marzo 2000    | LONEOS                           |
| 43281 -           | 2000 EL137               | 7 marzo 2000     | LINEAR                           |
| 43282 Dougbock    | 2000 EB140               | 14 marzo 2000    | CSS                              |
| 43283 Robinbock   | 2000 EC143               | 3 marzo 2000     | CSS                              |
| 43284 -           | 2000 ED151               | 5 marzo 2000     | NEAT                             |
| 43285 -           | 2000 ED156               | 9 marzo 2000     | LINEAR                           |
| 43286 -           | 2000 EA158               | 12 marzo 2000    | LONEOS                           |
| 43287 -           | 2000 FJ3                 | 28 marzo 2000    | LINEAR                           |
| 43288 -           | 2000 FB16                | 28 marzo 2000    | LINEAR                           |
| 43289 -           | 2000 FE44                | 29 marzo 2000    | LINEAR                           |
| 43290 -           | 2000 FV48                | 30 marzo 2000    | LINEAR                           |
| 43291 -           | 2000 FY48                | 30 marzo 2000    | LINEAR                           |
| 43292 -           | 2000 FP49                | 30 marzo 2000    | LINEAR                           |
| 43293 Banting     | 2000 GU1                 | 1 aprile 2000    | J. Broughton                     |
| 43294 -           | 2000 GY4                 | 2 aprile 2000    | LINEAR                           |
| 43295 -           | 2000 GZ35                | 5 aprile 2000    | LINEAR                           |
| 43296 -           | 2000 GM53                | 5 aprile 2000    | LINEAR                           |
| 43297 -           | 2000 GB64                | 5 aprile 2000    | LINEAR                           |
| 43298 -           | 2000 GL67                | 5 aprile 2000    | LINEAR                           |
| 43299 -           | 2000 GD73                | 5 aprile 2000    | LINEAR                           |
| 43300 -           | 2000 GZ87                | 4 aprile 2000    | LINEAR                           |

## 43301-43400
| Nome                | Designazione provvisoria | Data di scoperta  | Scopritore            |
| ------------------- | ------------------------ | ----------------- | --------------------- |
| 43301 -             | 2000 GL108               | 7 aprile 2000     | LINEAR                |
| 43302 -             | 2000 GE114               | 7 aprile 2000     | LINEAR                |
| 43303 -             | 2000 GO133               | 7 aprile 2000     | LINEAR                |
| 43304 -             | 2000 GZ133               | 7 aprile 2000     | LINEAR                |
| 43305 Camillebibles | 2000 GH142               | 7 aprile 2000     | LONEOS                |
| 43306 -             | 2000 GW157               | 7 aprile 2000     | LINEAR                |
| 43307 -             | 2000 HU21                | 28 aprile 2000    | LINEAR                |
| 43308 -             | 2000 HY26                | 27 aprile 2000    | LINEAR                |
| 43309 -             | 2000 HH34                | 25 aprile 2000    | LONEOS                |
| 43310 -             | 2000 HN37                | 28 aprile 2000    | LINEAR                |
| 43311 -             | 2000 HH55                | 29 aprile 2000    | LINEAR                |
| 43312 -             | 2000 HB68                | 27 aprile 2000    | LINEAR                |
| 43313 -             | 2000 JW                  | 1 maggio 2000     | LINEAR                |
| 43314 -             | 2000 JC12                | 5 maggio 2000     | LINEAR                |
| 43315 -             | 2000 JB18                | 6 maggio 2000     | LINEAR                |
| 43316 -             | 2000 JV19                | 6 maggio 2000     | LINEAR                |
| 43317 -             | 2000 JY21                | 6 maggio 2000     | LINEAR                |
| 43318 -             | 2000 JO37                | 7 maggio 2000     | LINEAR                |
| 43319 -             | 2000 JA38                | 7 maggio 2000     | LINEAR                |
| 43320 -             | 2000 JG44                | 7 maggio 2000     | LINEAR                |
| 43321 -             | 2000 JR52                | 9 maggio 2000     | LINEAR                |
| 43322 -             | 2000 JQ69                | 2 maggio 2000     | LINEAR                |
| 43323 -             | 2000 JY72                | 2 maggio 2000     | LONEOS                |
| 43324 -             | 2000 KQ15                | 28 maggio 2000    | LINEAR                |
| 43325 -             | 2000 KY50                | 29 maggio 2000    | LINEAR                |
| 43326 -             | 2000 KH73                | 28 maggio 2000    | LONEOS                |
| 43327 -             | 2000 LH3                 | 4 giugno 2000     | LINEAR                |
| 43328 -             | 2000 OU15                | 23 luglio 2000    | LINEAR                |
| 43329 -             | 2000 OU25                | 23 luglio 2000    | LINEAR                |
| 43330 -             | 2000 OQ30                | 30 luglio 2000    | LINEAR                |
| 43331 -             | 2000 PS6                 | 3 agosto 2000     | LINEAR                |
| 43332 -             | 2000 QG6                 | 24 agosto 2000    | K. Korlević, M. Jurić |
| 43333 -             | 2000 QY64                | 28 agosto 2000    | LINEAR                |
| 43334 -             | 2000 QM117               | 28 agosto 2000    | LINEAR                |
| 43335 -             | 2000 QX127               | 24 agosto 2000    | LINEAR                |
| 43336 -             | 2000 QT148               | 31 agosto 2000    | LINEAR                |
| 43337 -             | 2000 RG9                 | 1 settembre 2000  | LINEAR                |
| 43338 -             | 2000 RA10                | 1 settembre 2000  | LINEAR                |
| 43339 -             | 2000 RM10                | 1 settembre 2000  | LINEAR                |
| 43340 -             | 2000 RX46                | 3 settembre 2000  | LINEAR                |
| 43341 -             | 2000 RK62                | 1 settembre 2000  | LINEAR                |
| 43342 -             | 2000 RO67                | 1 settembre 2000  | LINEAR                |
| 43343 -             | 2000 RY81                | 1 settembre 2000  | LINEAR                |
| 43344 -             | 2000 RR85                | 2 settembre 2000  | LONEOS                |
| 43345 -             | 2000 RB88                | 2 settembre 2000  | NEAT                  |
| 43346 -             | 2000 RT103               | 6 settembre 2000  | LINEAR                |
| 43347 -             | 2000 SM52                | 23 settembre 2000 | LINEAR                |
| 43348 -             | 2000 SK108               | 24 settembre 2000 | LINEAR                |
| 43349 -             | 2000 SK160               | 27 settembre 2000 | LINEAR                |
| 43350 -             | 2000 SG161               | 27 settembre 2000 | LINEAR                |
| 43351 -             | 2000 SX169               | 24 settembre 2000 | LINEAR                |
| 43352 -             | 2000 SH265               | 26 settembre 2000 | LINEAR                |
| 43353 -             | 2000 SJ275               | 28 settembre 2000 | LINEAR                |
| 43354 -             | 2000 SZ278               | 30 settembre 2000 | LINEAR                |
| 43355 -             | 2000 SY293               | 27 settembre 2000 | LINEAR                |
| 43356 -             | 2000 TJ29                | 3 ottobre 2000    | LINEAR                |
| 43357 -             | 2000 UM19                | 24 ottobre 2000   | LINEAR                |
| 43358 -             | 2000 UQ32                | 29 ottobre 2000   | Spacewatch            |
| 43359 -             | 2000 UF41                | 24 ottobre 2000   | LINEAR                |
| 43360 -             | 2000 UU49                | 24 ottobre 2000   | LINEAR                |
| 43361 -             | 2000 UA50                | 24 ottobre 2000   | LINEAR                |
| 43362 -             | 2000 VK2                 | 1 novembre 2000   | LINEAR                |
| 43363 -             | 2000 VG35                | 1 novembre 2000   | LINEAR                |
| 43364 -             | 2000 VZ35                | 1 novembre 2000   | LINEAR                |
| 43365 -             | 2000 VA36                | 1 novembre 2000   | LINEAR                |
| 43366 -             | 2000 VZ37                | 1 novembre 2000   | LINEAR                |
| 43367 -             | 2000 VL47                | 3 novembre 2000   | LINEAR                |
| 43368 Rodrigoleiva  | 2000 VZ62                | 14 novembre 2000  | LONEOS                |
| 43369 -             | 2000 WP3                 | 17 novembre 2000  | LINEAR                |
| 43370 -             | 2000 WD5                 | 19 novembre 2000  | LINEAR                |
| 43371 -             | 2000 WJ8                 | 20 novembre 2000  | LINEAR                |
| 43372 -             | 2000 WO15                | 20 novembre 2000  | LINEAR                |
| 43373 -             | 2000 WC17                | 21 novembre 2000  | LINEAR                |
| 43374 -             | 2000 WT33                | 20 novembre 2000  | LINEAR                |
| 43375 -             | 2000 WE36                | 20 novembre 2000  | LINEAR                |
| 43376 -             | 2000 WV36                | 20 novembre 2000  | LINEAR                |
| 43377 -             | 2000 WF41                | 20 novembre 2000  | LINEAR                |
| 43378 -             | 2000 WM43                | 21 novembre 2000  | LINEAR                |
| 43379 -             | 2000 WN43                | 21 novembre 2000  | LINEAR                |
| 43380 -             | 2000 WJ44                | 21 novembre 2000  | LINEAR                |
| 43381 -             | 2000 WQ47                | 21 novembre 2000  | LINEAR                |
| 43382 -             | 2000 WJ49                | 21 novembre 2000  | LINEAR                |
| 43383 -             | 2000 WQ52                | 27 novembre 2000  | Spacewatch            |
| 43384 -             | 2000 WP54                | 20 novembre 2000  | LINEAR                |
| 43385 -             | 2000 WQ54                | 20 novembre 2000  | LINEAR                |
| 43386 -             | 2000 WJ57                | 21 novembre 2000  | LINEAR                |
| 43387 -             | 2000 WF58                | 21 novembre 2000  | LINEAR                |
| 43388 -             | 2000 WA61                | 21 novembre 2000  | LINEAR                |
| 43389 -             | 2000 WP61                | 21 novembre 2000  | LINEAR                |
| 43390 -             | 2000 WF62                | 26 novembre 2000  | LINEAR                |
| 43391 -             | 2000 WT62                | 28 novembre 2000  | C. W. Juels           |
| 43392 -             | 2000 WF86                | 20 novembre 2000  | LINEAR                |
| 43393 -             | 2000 WL86                | 20 novembre 2000  | LINEAR                |
| 43394 -             | 2000 WM87                | 20 novembre 2000  | LINEAR                |
| 43395 -             | 2000 WE88                | 20 novembre 2000  | LINEAR                |
| 43396 -             | 2000 WN89                | 21 novembre 2000  | LINEAR                |
| 43397 -             | 2000 WQ91                | 21 novembre 2000  | LINEAR                |
| 43398 -             | 2000 WS93                | 21 novembre 2000  | LINEAR                |
| 43399 -             | 2000 WO95                | 21 novembre 2000  | LINEAR                |
| 43400 -             | 2000 WE97                | 21 novembre 2000  | LINEAR                |

## 43401-43500
| Nome           | Designazione provvisoria | Data di scoperta | Scopritore     |
| -------------- | ------------------------ | ---------------- | -------------- |
| 43401 -        | 2000 WE116               | 20 novembre 2000 | LINEAR         |
| 43402 -        | 2000 WO117               | 20 novembre 2000 | LINEAR         |
| 43403 -        | 2000 WY122               | 29 novembre 2000 | LINEAR         |
| 43404 -        | 2000 WT126               | 16 novembre 2000 | Spacewatch     |
| 43405 -        | 2000 WX129               | 19 novembre 2000 | LINEAR         |
| 43406 -        | 2000 WR135               | 19 novembre 2000 | LINEAR         |
| 43407 -        | 2000 WX135               | 20 novembre 2000 | LINEAR         |
| 43408 -        | 2000 WW137               | 20 novembre 2000 | LINEAR         |
| 43409 -        | 2000 WY147               | 28 novembre 2000 | Spacewatch     |
| 43410 -        | 2000 WB148               | 28 novembre 2000 | Spacewatch     |
| 43411 -        | 2000 WN153               | 29 novembre 2000 | LINEAR         |
| 43412 -        | 2000 WH158               | 30 novembre 2000 | LINEAR         |
| 43413 -        | 2000 WJ158               | 30 novembre 2000 | LINEAR         |
| 43414 Sfair    | 2000 WS168               | 25 novembre 2000 | LONEOS         |
| 43415 -        | 2000 WW168               | 25 novembre 2000 | LONEOS         |
| 43416 -        | 2000 WA169               | 25 novembre 2000 | LONEOS         |
| 43417 -        | 2000 WE169               | 25 novembre 2000 | LONEOS         |
| 43418 -        | 2000 XP7                 | 1 dicembre 2000  | LINEAR         |
| 43419 -        | 2000 XK11                | 1 dicembre 2000  | LINEAR         |
| 43420 -        | 2000 XR22                | 4 dicembre 2000  | LINEAR         |
| 43421 -        | 2000 XN27                | 4 dicembre 2000  | LINEAR         |
| 43422 -        | 2000 XA30                | 4 dicembre 2000  | LINEAR         |
| 43423 -        | 2000 XQ41                | 5 dicembre 2000  | LINEAR         |
| 43424 -        | 2000 YF5                 | 20 dicembre 2000 | LINEAR         |
| 43425 -        | 2000 YC6                 | 20 dicembre 2000 | LINEAR         |
| 43426 -        | 2000 YD6                 | 20 dicembre 2000 | LINEAR         |
| 43427 -        | 2000 YS12                | 23 dicembre 2000 | W. K. Y. Yeung |
| 43428 -        | 2000 YT17                | 28 dicembre 2000 | BATTeRS        |
| 43429 -        | 2000 YU19                | 22 dicembre 2000 | NEAT           |
| 43430 -        | 2000 YA23                | 28 dicembre 2000 | Spacewatch     |
| 43431 -        | 2000 YZ32                | 30 dicembre 2000 | LINEAR         |
| 43432 -        | 2000 YL35                | 30 dicembre 2000 | LINEAR         |
| 43433 -        | 2000 YW35                | 30 dicembre 2000 | LINEAR         |
| 43434 -        | 2000 YX35                | 30 dicembre 2000 | LINEAR         |
| 43435 -        | 2000 YV36                | 30 dicembre 2000 | LINEAR         |
| 43436 Ansschut | 2000 YD42                | 30 dicembre 2000 | LINEAR         |
| 43437 -        | 2000 YL47                | 30 dicembre 2000 | LINEAR         |
| 43438 -        | 2000 YP49                | 30 dicembre 2000 | LINEAR         |
| 43439 -        | 2000 YX54                | 30 dicembre 2000 | LINEAR         |
| 43440 -        | 2000 YT60                | 30 dicembre 2000 | LINEAR         |
| 43441 -        | 2000 YS61                | 30 dicembre 2000 | LINEAR         |
| 43442 -        | 2000 YX62                | 30 dicembre 2000 | LINEAR         |
| 43443 -        | 2000 YY62                | 30 dicembre 2000 | LINEAR         |
| 43444 -        | 2000 YC72                | 30 dicembre 2000 | LINEAR         |
| 43445 -        | 2000 YM74                | 30 dicembre 2000 | LINEAR         |
| 43446 -        | 2000 YB75                | 30 dicembre 2000 | LINEAR         |
| 43447 -        | 2000 YF76                | 30 dicembre 2000 | LINEAR         |
| 43448 -        | 2000 YM79                | 30 dicembre 2000 | LINEAR         |
| 43449 -        | 2000 YC83                | 30 dicembre 2000 | LINEAR         |
| 43450 -        | 2000 YX91                | 30 dicembre 2000 | LINEAR         |
| 43451 -        | 2000 YH96                | 30 dicembre 2000 | LINEAR         |
| 43452 -        | 2000 YE99                | 30 dicembre 2000 | LINEAR         |
| 43453 -        | 2000 YT100               | 31 dicembre 2000 | NEAT           |
| 43454 -        | 2000 YD102               | 28 dicembre 2000 | LINEAR         |
| 43455 -        | 2000 YG103               | 28 dicembre 2000 | LINEAR         |
| 43456 -        | 2000 YG117               | 30 dicembre 2000 | LINEAR         |
| 43457 -        | 2000 YF118               | 30 dicembre 2000 | LINEAR         |
| 43458 -        | 2000 YF119               | 30 dicembre 2000 | LINEAR         |
| 43459 -        | 2000 YB122               | 28 dicembre 2000 | Spacewatch     |
| 43460 -        | 2000 YM123               | 28 dicembre 2000 | LINEAR         |
| 43461 -        | 2000 YL128               | 29 dicembre 2000 | NEAT           |
| 43462 -        | 2001 AV                  | 2 gennaio 2001   | T. Kobayashi   |
| 43463 -        | 2001 AN5                 | 2 gennaio 2001   | LINEAR         |
| 43464 -        | 2001 AA9                 | 2 gennaio 2001   | LINEAR         |
| 43465 -        | 2001 AV10                | 2 gennaio 2001   | LINEAR         |
| 43466 -        | 2001 AV14                | 2 gennaio 2001   | LINEAR         |
| 43467 -        | 2001 AD15                | 2 gennaio 2001   | LINEAR         |
| 43468 -        | 2001 AU28                | 4 gennaio 2001   | LINEAR         |
| 43469 -        | 2001 AP29                | 4 gennaio 2001   | LINEAR         |
| 43470 -        | 2001 AN31                | 4 gennaio 2001   | LINEAR         |
| 43471 -        | 2001 AH32                | 4 gennaio 2001   | LINEAR         |
| 43472 -        | 2001 AH33                | 4 gennaio 2001   | LINEAR         |
| 43473 -        | 2001 AY33                | 4 gennaio 2001   | LINEAR         |
| 43474 -        | 2001 AE40                | 3 gennaio 2001   | LONEOS         |
| 43475 -        | 2001 AY40                | 3 gennaio 2001   | LONEOS         |
| 43476 -        | 2001 AD42                | 3 gennaio 2001   | NEAT           |
| 43477 -        | 2001 BX7                 | 19 gennaio 2001  | LINEAR         |
| 43478 -        | 2001 BH9                 | 19 gennaio 2001  | LINEAR         |
| 43479 -        | 2001 BG15                | 21 gennaio 2001  | T. Kobayashi   |
| 43480 -        | 2001 BO15                | 21 gennaio 2001  | T. Kobayashi   |
| 43481 -        | 2001 BC17                | 18 gennaio 2001  | LINEAR         |
| 43482 -        | 2001 BW32                | 20 gennaio 2001  | LINEAR         |
| 43483 -        | 2001 BO38                | 24 gennaio 2001  | J. M. Roe      |
| 43484 -        | 2001 BF43                | 19 gennaio 2001  | LINEAR         |
| 43485 -        | 2001 BN43                | 19 gennaio 2001  | LINEAR         |
| 43486 -        | 2001 BW56                | 19 gennaio 2001  | Spacewatch     |
| 43487 -        | 2001 BJ60                | 29 gennaio 2001  | T. Kobayashi   |
| 43488 -        | 2001 BC62                | 26 gennaio 2001  | LINEAR         |
| 43489 -        | 2001 BB75                | 31 gennaio 2001  | LINEAR         |
| 43490 -        | 2001 CL                  | 2 febbraio 2001  | K. Korlević    |
| 43491 -        | 2001 CP                  | 1 febbraio 2001  | LINEAR         |
| 43492 -        | 2001 CV                  | 1 febbraio 2001  | LINEAR         |
| 43493 -        | 2001 CV1                 | 1 febbraio 2001  | LINEAR         |
| 43494 -        | 2001 CJ4                 | 1 febbraio 2001  | LINEAR         |
| 43495 -        | 2001 CJ7                 | 1 febbraio 2001  | LINEAR         |
| 43496 -        | 2001 CF16                | 1 febbraio 2001  | LINEAR         |
| 43497 -        | 2001 CY17                | 2 febbraio 2001  | LINEAR         |
| 43498 -        | 2001 CT19                | 2 febbraio 2001  | LINEAR         |
| 43499 -        | 2001 CY19                | 3 febbraio 2001  | P. G. Comba    |
| 43500 Chandler | 2001 CP22                | 1 febbraio 2001  | LONEOS         |

## 43501-43600
| Nome              | Designazione provvisoria | Data di scoperta | Scopritore                 |
| ----------------- | ------------------------ | ---------------- | -------------------------- |
| 43501 Oldroyd     | 2001 CW22                | 1 febbraio 2001  | LONEOS                     |
| 43502 -           | 2001 CY28                | 2 febbraio 2001  | LONEOS                     |
| 43503 -           | 2001 CK29                | 2 febbraio 2001  | LONEOS                     |
| 43504 -           | 2001 CF33                | 13 febbraio 2001 | LINEAR                     |
| 43505 -           | 2001 CK33                | 13 febbraio 2001 | LINEAR                     |
| 43506 -           | 2001 CE36                | 15 febbraio 2001 | T. Kobayashi               |
| 43507 -           | 2001 CN39                | 13 febbraio 2001 | LINEAR                     |
| 43508 -           | 2001 CV40                | 15 febbraio 2001 | LINEAR                     |
| 43509 -           | 2001 CY44                | 15 febbraio 2001 | LINEAR                     |
| 43510 -           | 2001 CG46                | 15 febbraio 2001 | LINEAR                     |
| 43511 Cima Ekar   | 2001 CP48                | 11 febbraio 2001 | Asiago-DLR Asteroid Survey |
| 43512 -           | 2001 CL49                | 2 febbraio 2001  | LONEOS                     |
| 43513 -           | 2001 DG4                 | 16 febbraio 2001 | LINEAR                     |
| 43514 -           | 2001 DO5                 | 16 febbraio 2001 | LINEAR                     |
| 43515 -           | 2001 DS11                | 17 febbraio 2001 | LINEAR                     |
| 43516 -           | 2001 DH12                | 17 febbraio 2001 | LINEAR                     |
| 43517 -           | 2001 DO13                | 19 febbraio 2001 | T. Kobayashi               |
| 43518 -           | 2001 DQ15                | 16 febbraio 2001 | LINEAR                     |
| 43519 -           | 2001 DP16                | 16 febbraio 2001 | LINEAR                     |
| 43520 -           | 2001 DM17                | 16 febbraio 2001 | LINEAR                     |
| 43521 -           | 2001 DU19                | 16 febbraio 2001 | LINEAR                     |
| 43522 -           | 2001 DX20                | 16 febbraio 2001 | LINEAR                     |
| 43523 -           | 2001 DJ22                | 16 febbraio 2001 | LINEAR                     |
| 43524 -           | 2001 DQ30                | 17 febbraio 2001 | LINEAR                     |
| 43525 -           | 2001 DR32                | 17 febbraio 2001 | LINEAR                     |
| 43526 -           | 2001 DD37                | 19 febbraio 2001 | LINEAR                     |
| 43527 -           | 2001 DS51                | 16 febbraio 2001 | LINEAR                     |
| 43528 -           | 2001 DZ59                | 19 febbraio 2001 | LINEAR                     |
| 43529 -           | 2001 DF65                | 19 febbraio 2001 | LINEAR                     |
| 43530 -           | 2001 DN69                | 19 febbraio 2001 | LINEAR                     |
| 43531 -           | 2001 DC71                | 19 febbraio 2001 | LINEAR                     |
| 43532 -           | 2001 DX72                | 19 febbraio 2001 | LINEAR                     |
| 43533 -           | 2001 DE74                | 19 febbraio 2001 | LINEAR                     |
| 43534 -           | 2001 DZ78                | 16 febbraio 2001 | LINEAR                     |
| 43535 -           | 2001 DE97                | 17 febbraio 2001 | LINEAR                     |
| 43536 -           | 2001 DS107               | 22 febbraio 2001 | Spacewatch                 |
| 43537 -           | 2001 EF2                 | 1 marzo 2001     | LINEAR                     |
| 43538 -           | 2001 EJ6                 | 2 marzo 2001     | LONEOS                     |
| 43539 -           | 2001 EF12                | 3 marzo 2001     | LINEAR                     |
| 43540 -           | 2001 EY13                | 15 marzo 2001    | LINEAR                     |
| 43541 -           | 2001 EC23                | 15 marzo 2001    | Spacewatch                 |
| 43542 -           | 2001 EC27                | 2 marzo 2001     | LONEOS                     |
| 43543 -           | 2001 FB3                 | 18 marzo 2001    | LINEAR                     |
| 43544 -           | 2001 FM3                 | 18 marzo 2001    | LINEAR                     |
| 43545 -           | 2001 FL5                 | 18 marzo 2001    | LINEAR                     |
| 43546 -           | 2001 FJ8                 | 18 marzo 2001    | LINEAR                     |
| 43547 -           | 2001 FU10                | 19 marzo 2001    | LONEOS                     |
| 43548 -           | 2001 FP11                | 19 marzo 2001    | LONEOS                     |
| 43549 -           | 2001 FN16                | 19 marzo 2001    | LONEOS                     |
| 43550 -           | 2001 FS24                | 17 marzo 2001    | LINEAR                     |
| 43551 -           | 2001 FY28                | 19 marzo 2001    | LINEAR                     |
| 43552 -           | 2001 FT34                | 18 marzo 2001    | LINEAR                     |
| 43553 -           | 2001 FT39                | 18 marzo 2001    | LINEAR                     |
| 43554 -           | 2001 FW44                | 18 marzo 2001    | LINEAR                     |
| 43555 -           | 2001 FJ60                | 19 marzo 2001    | LINEAR                     |
| 43556 -           | 2001 FK60                | 19 marzo 2001    | LINEAR                     |
| 43557 -           | 2001 FA61                | 19 marzo 2001    | LINEAR                     |
| 43558 -           | 2001 FW62                | 19 marzo 2001    | LINEAR                     |
| 43559 -           | 2001 FU64                | 19 marzo 2001    | LINEAR                     |
| 43560 -           | 2001 FX64                | 19 marzo 2001    | LINEAR                     |
| 43561 -           | 2001 FD80                | 21 marzo 2001    | LINEAR                     |
| 43562 -           | 2001 FE97                | 16 marzo 2001    | LINEAR                     |
| 43563 -           | 2001 FB102               | 17 marzo 2001    | LINEAR                     |
| 43564 -           | 2001 FG108               | 18 marzo 2001    | LINEAR                     |
| 43565 -           | 2001 FC110               | 18 marzo 2001    | LINEAR                     |
| 43566 -           | 2001 FQ116               | 19 marzo 2001    | LINEAR                     |
| 43567 -           | 2001 FL120               | 26 marzo 2001    | LINEAR                     |
| 43568 -           | 2001 FV134               | 21 marzo 2001    | LONEOS                     |
| 43569 -           | 2001 FY142               | 23 marzo 2001    | NEAT                       |
| 43570 -           | 2001 FQ150               | 24 marzo 2001    | LONEOS                     |
| 43571 -           | 2001 FD165               | 19 marzo 2001    | LONEOS                     |
| 43572 -           | 2001 FH167               | 19 marzo 2001    | LINEAR                     |
| 43573 -           | 2001 FC169               | 23 marzo 2001    | LONEOS                     |
| 43574 Joyharjo    | 2001 FU192               | 26 marzo 2001    | M. W. Buie                 |
| 43575 -           | 2001 GQ6                 | 14 aprile 2001   | NEAT                       |
| 43576 -           | 2001 HO28                | 27 aprile 2001   | LINEAR                     |
| 43577 -           | 2001 HH36                | 29 aprile 2001   | LINEAR                     |
| 43578 -           | 2001 KD15                | 18 maggio 2001   | LINEAR                     |
| 43579 -           | 2001 KW26                | 17 maggio 2001   | LINEAR                     |
| 43580 -           | 2001 KQ37                | 22 maggio 2001   | LINEAR                     |
| 43581 -           | 2001 KS52                | 18 maggio 2001   | LONEOS                     |
| 43582 -           | 2001 KO59                | 26 maggio 2001   | LINEAR                     |
| 43583 -           | 2001 KR59                | 26 maggio 2001   | LINEAR                     |
| 43584 -           | 2001 KW66                | 30 maggio 2001   | LINEAR                     |
| 43585 -           | 2001 LZ18                | 15 giugno 2001   | LINEAR                     |
| 43586 -           | 2001 OD26                | 19 luglio 2001   | NEAT                       |
| 43587 -           | 2001 PA10                | 8 agosto 2001    | NEAT                       |
| 43588 -           | 2001 PL14                | 14 agosto 2001   | J. Broughton               |
| 43589 -           | 2001 QW                  | 16 agosto 2001   | LINEAR                     |
| 43590 -           | 2001 QD2                 | 16 agosto 2001   | LINEAR                     |
| 43591 -           | 2001 QX55                | 16 agosto 2001   | LINEAR                     |
| 43592 -           | 2001 QC72                | 20 agosto 2001   | C. Wolfe                   |
| 43593 -           | 2001 QR73                | 16 agosto 2001   | LINEAR                     |
| 43594 -           | 2001 QP101               | 18 agosto 2001   | LINEAR                     |
| 43595 -           | 2001 QT101               | 18 agosto 2001   | LINEAR                     |
| 43596 -           | 2001 QK126               | 20 agosto 2001   | LINEAR                     |
| 43597 Changshaopo | 2001 QT163               | 31 agosto 2001   | W. K. Y. Yeung             |
| 43598 -           | 2001 QY195               | 22 agosto 2001   | LINEAR                     |
| 43599 -           | 2001 QS256               | 25 agosto 2001   | LINEAR                     |
| 43600 -           | 2001 RG22                | 7 settembre 2001 | LINEAR                     |

## 43601-43700
| Nome              | Designazione provvisoria | Data di scoperta  | Scopritore                                             |
| ----------------- | ------------------------ | ----------------- | ------------------------------------------------------ |
| 43601 -           | 2001 SU148               | 17 settembre 2001 | LINEAR                                                 |
| 43602 -           | 2001 SA316               | 25 settembre 2001 | LINEAR                                                 |
| 43603 -           | 2001 UQ13                | 24 ottobre 2001   | W. K. Y. Yeung                                         |
| 43604 -           | 2001 VN12                | 10 novembre 2001  | LINEAR                                                 |
| 43605 Gakuho      | 2001 WD16                | 25 novembre 2001  | BATTeRS                                                |
| 43606 -           | 2001 XQ2                 | 8 dicembre 2001   | LINEAR                                                 |
| 43607 -           | 2001 XO48                | 10 dicembre 2001  | LINEAR                                                 |
| 43608 -           | 2001 XM60                | 10 dicembre 2001  | LINEAR                                                 |
| 43609 -           | 2001 XA69                | 11 dicembre 2001  | LINEAR                                                 |
| 43610 -           | 2001 XT186               | 14 dicembre 2001  | LINEAR                                                 |
| 43611 -           | 2002 AV128               | 14 gennaio 2002   | W. K. Y. Yeung                                         |
| 43612 -           | 2002 AQ160               | 13 gennaio 2002   | LINEAR                                                 |
| 43613 -           | 2002 AH177               | 14 gennaio 2002   | LINEAR                                                 |
| 43614 -           | 2002 AT187               | 8 gennaio 2002    | NEAT                                                   |
| 43615 -           | 2002 AQ193               | 12 gennaio 2002   | LINEAR                                                 |
| 43616 -           | 2002 CH30                | 6 febbraio 2002   | LINEAR                                                 |
| 43617 -           | 2002 CL43                | 12 febbraio 2002  | C. W. Juels, P. R. Holvorcem                           |
| 43618 -           | 2002 CZ55                | 7 febbraio 2002   | LINEAR                                                 |
| 43619 -           | 2002 CR66                | 7 febbraio 2002   | LINEAR                                                 |
| 43620 -           | 2002 CG79                | 7 febbraio 2002   | LINEAR                                                 |
| 43621 -           | 2002 CK117               | 9 febbraio 2002   | LONEOS                                                 |
| 43622 -           | 2002 CW128               | 7 febbraio 2002   | LINEAR                                                 |
| 43623 -           | 2002 CM138               | 8 febbraio 2002   | LINEAR                                                 |
| 43624 -           | 2002 CY146               | 9 febbraio 2002   | LINEAR                                                 |
| 43625 -           | 2002 CE168               | 8 febbraio 2002   | LINEAR                                                 |
| 43626 -           | 2002 CV168               | 8 febbraio 2002   | LINEAR                                                 |
| 43627 -           | 2002 CL224               | 11 febbraio 2002  | LINEAR                                                 |
| 43628 -           | 2002 CA234               | 11 febbraio 2002  | LINEAR                                                 |
| 43629 -           | 2002 CG234               | 7 febbraio 2002   | Spacewatch                                             |
| 43630 -           | 2002 CZ235               | 13 febbraio 2002  | NEAT                                                   |
| 43631 -           | 2002 CS236               | 8 febbraio 2002   | LINEAR                                                 |
| 43632 -           | 2002 CQ244               | 11 febbraio 2002  | LINEAR                                                 |
| 43633 -           | 2002 CX247               | 15 febbraio 2002  | LINEAR                                                 |
| 43634 -           | 2002 EA10                | 14 marzo 2002     | LINEAR                                                 |
| 43635 -           | 2002 EP19                | 9 marzo 2002      | NEAT                                                   |
| 43636 -           | 2002 EC22                | 10 marzo 2002     | NEAT                                                   |
| 43637 -           | 2002 EW28                | 9 marzo 2002      | LINEAR                                                 |
| 43638 -           | 2002 EU30                | 9 marzo 2002      | LINEAR                                                 |
| 43639 -           | 2002 EZ30                | 9 marzo 2002      | LINEAR                                                 |
| 43640 -           | 2002 EF33                | 11 marzo 2002     | NEAT                                                   |
| 43641 -           | 2002 EG40                | 9 marzo 2002      | LINEAR                                                 |
| 43642 -           | 2002 EA41                | 9 marzo 2002      | LINEAR                                                 |
| 43643 -           | 2002 EO51                | 12 marzo 2002     | Spacewatch                                             |
| 43644 -           | 2002 EU65                | 13 marzo 2002     | LINEAR                                                 |
| 43645 -           | 2002 EM73                | 13 marzo 2002     | LINEAR                                                 |
| 43646 -           | 2002 ER73                | 13 marzo 2002     | LINEAR                                                 |
| 43647 -           | 2002 EU74                | 13 marzo 2002     | LINEAR                                                 |
| 43648 -           | 2002 EY76                | 11 marzo 2002     | Spacewatch                                             |
| 43649 -           | 2002 EE87                | 9 marzo 2002      | LINEAR                                                 |
| 43650 -           | 2002 EF87                | 9 marzo 2002      | LINEAR                                                 |
| 43651 -           | 2002 EU87                | 9 marzo 2002      | LINEAR                                                 |
| 43652 -           | 2002 EQ88                | 9 marzo 2002      | LINEAR                                                 |
| 43653 -           | 2002 EJ92                | 13 marzo 2002     | LINEAR                                                 |
| 43654 -           | 2002 EE98                | 12 marzo 2002     | LINEAR                                                 |
| 43655 -           | 2002 EC99                | 15 marzo 2002     | LINEAR                                                 |
| 43656 -           | 2002 ER104               | 9 marzo 2002      | LINEAR                                                 |
| 43657 Bobmiller - | 2002 ES110               | 9 marzo 2002      | CSS                                                    |
| 43658 -           | 2002 FV                  | 18 marzo 2002     | W. K. Y. Yeung                                         |
| 43659 -           | 2002 FJ1                 | 18 marzo 2002     | W. K. Y. Yeung                                         |
| 43660 -           | 2002 FQ2                 | 19 marzo 2002     | W. K. Y. Yeung                                         |
| 43661 -           | 2002 FY2                 | 19 marzo 2002     | W. K. Y. Yeung                                         |
| 43662 -           | 2002 FP8                 | 16 marzo 2002     | LINEAR                                                 |
| 43663 -           | 2002 FS10                | 17 marzo 2002     | LINEAR                                                 |
| 43664 -           | 2002 FR13                | 16 marzo 2002     | LONEOS                                                 |
| 43665 -           | 2002 FM22                | 19 marzo 2002     | LINEAR                                                 |
| 43666 -           | 2002 FX33                | 20 marzo 2002     | LONEOS                                                 |
| 43667 Dumlupınar  | 2002 GO1                 | 4 aprile 2002     | NEAT                                                   |
| 43668 -           | 2002 GH7                 | 14 aprile 2002    | W. K. Y. Yeung                                         |
| 43669 Winterthur  | 2002 GA10                | 15 aprile 2002    | M. Griesser                                            |
| 43670 -           | 2002 GA13                | 14 aprile 2002    | LINEAR                                                 |
| 43671 -           | 2002 GN16                | 15 aprile 2002    | LINEAR                                                 |
| 43672 -           | 2002 GC17                | 15 aprile 2002    | LINEAR                                                 |
| 43673 -           | 2002 GO17                | 15 aprile 2002    | LINEAR                                                 |
| 43674 -           | 2002 GP19                | 14 aprile 2002    | LINEAR                                                 |
| 43675 -           | 2002 GM20                | 14 aprile 2002    | LINEAR                                                 |
| 43676 -           | 2002 GP22                | 14 aprile 2002    | NEAT                                                   |
| 43677 -           | 2002 HN                  | 16 aprile 2002    | W. K. Y. Yeung                                         |
| 43678 -           | 2002 HP                  | 16 aprile 2002    | W. K. Y. Yeung                                         |
| 43679 -           | 2002 HJ4                 | 16 aprile 2002    | LINEAR                                                 |
| 43680 -           | 2002 HE7                 | 18 aprile 2002    | W. K. Y. Yeung                                         |
| 43681 -           | 2002 JG2                 | 4 maggio 2002     | W. K. Y. Yeung                                         |
| 43682 -           | 2002 JB7                 | 3 maggio 2002     | NEAT                                                   |
| 43683 -           | 2002 JF12                | 4 maggio 2002     | W. K. Y. Yeung                                         |
| 43684 -           | 2002 JZ24                | 8 maggio 2002     | LINEAR                                                 |
| 43685 -           | 2002 JK26                | 8 maggio 2002     | LINEAR                                                 |
| 43686 -           | 2002 JS41                | 8 maggio 2002     | LINEAR                                                 |
| 43687 -           | 2002 JF59                | 9 maggio 2002     | LINEAR                                                 |
| 43688 -           | 2002 JN70                | 8 maggio 2002     | LINEAR                                                 |
| 43689 -           | 2002 JY71                | 8 maggio 2002     | LINEAR                                                 |
| 43690 -           | 2002 JQ72                | 8 maggio 2002     | LINEAR                                                 |
| 43691 -           | 2002 JA76                | 11 maggio 2002    | LINEAR                                                 |
| 43692 -           | 2160 P-L                 | 24 settembre 1960 | C. J. van Houten, I. van Houten-Groeneveld, T. Gehrels |
| 43693 -           | 2731 P-L                 | 24 settembre 1960 | C. J. van Houten, I. van Houten-Groeneveld, T. Gehrels |
| 43694 -           | 2846 P-L                 | 24 settembre 1960 | C. J. van Houten, I. van Houten-Groeneveld, T. Gehrels |
| 43695 -           | 4079 P-L                 | 24 settembre 1960 | C. J. van Houten, I. van Houten-Groeneveld, T. Gehrels |
| 43696 -           | 4159 P-L                 | 24 settembre 1960 | C. J. van Houten, I. van Houten-Groeneveld, T. Gehrels |
| 43697 -           | 4620 P-L                 | 24 settembre 1960 | C. J. van Houten, I. van Houten-Groeneveld, T. Gehrels |
| 43698 -           | 4878 P-L                 | 26 settembre 1960 | C. J. van Houten, I. van Houten-Groeneveld, T. Gehrels |
| 43699 -           | 6586 P-L                 | 24 settembre 1960 | C. J. van Houten, I. van Houten-Groeneveld, T. Gehrels |
| 43700 -           | 6820 P-L                 | 24 settembre 1960 | C. J. van Houten, I. van Houten-Groeneveld, T. Gehrels |

## 43701-43800
| Nome                 | Designazione provvisoria | Data di scoperta  | Scopritore                                             |
| -------------------- | ------------------------ | ----------------- | ------------------------------------------------------ |
| 43701 -              | 1115 T-1                 | 25 marzo 1971     | C. J. van Houten, I. van Houten-Groeneveld, T. Gehrels |
| 43702 -              | 1142 T-1                 | 25 marzo 1971     | C. J. van Houten, I. van Houten-Groeneveld, T. Gehrels |
| 43703 -              | 1276 T-1                 | 25 marzo 1971     | C. J. van Houten, I. van Houten-Groeneveld, T. Gehrels |
| 43704 -              | 3225 T-1                 | 26 marzo 1971     | C. J. van Houten, I. van Houten-Groeneveld, T. Gehrels |
| 43705 -              | 1131 T-2                 | 29 settembre 1973 | C. J. van Houten, I. van Houten-Groeneveld, T. Gehrels |
| 43706 Iphiklos       | 1416 T-2                 | 29 settembre 1973 | C. J. van Houten, I. van Houten-Groeneveld, T. Gehrels |
| 43707 -              | 2050 T-2                 | 29 settembre 1973 | C. J. van Houten, I. van Houten-Groeneveld, T. Gehrels |
| 43708 -              | 2126 T-2                 | 29 settembre 1973 | C. J. van Houten, I. van Houten-Groeneveld, T. Gehrels |
| 43709 -              | 2284 T-2                 | 29 settembre 1973 | C. J. van Houten, I. van Houten-Groeneveld, T. Gehrels |
| 43710 -              | 2907 T-2                 | 30 settembre 1973 | C. J. van Houten, I. van Houten-Groeneveld, T. Gehrels |
| 43711 -              | 3005 T-2                 | 30 settembre 1973 | C. J. van Houten, I. van Houten-Groeneveld, T. Gehrels |
| 43712 -              | 5054 T-2                 | 25 settembre 1973 | C. J. van Houten, I. van Houten-Groeneveld, T. Gehrels |
| 43713 -              | 5104 T-2                 | 25 settembre 1973 | C. J. van Houten, I. van Houten-Groeneveld, T. Gehrels |
| 43714 -              | 1048 T-3                 | 17 ottobre 1977   | C. J. van Houten, I. van Houten-Groeneveld, T. Gehrels |
| 43715 -              | 1084 T-3                 | 17 ottobre 1977   | C. J. van Houten, I. van Houten-Groeneveld, T. Gehrels |
| 43716 -              | 1096 T-3                 | 17 ottobre 1977   | C. J. van Houten, I. van Houten-Groeneveld, T. Gehrels |
| 43717 -              | 2023 T-3                 | 16 ottobre 1977   | C. J. van Houten, I. van Houten-Groeneveld, T. Gehrels |
| 43718 -              | 2208 T-3                 | 16 ottobre 1977   | C. J. van Houten, I. van Houten-Groeneveld, T. Gehrels |
| 43719 -              | 2666 T-3                 | 11 ottobre 1977   | C. J. van Houten, I. van Houten-Groeneveld, T. Gehrels |
| 43720 -              | 4301 T-3                 | 16 ottobre 1977   | C. J. van Houten, I. van Houten-Groeneveld, T. Gehrels |
| 43721 -              | 4433 T-3                 | 16 ottobre 1977   | C. J. van Houten, I. van Houten-Groeneveld, T. Gehrels |
| 43722 Carloseduardo  | 1968 OB                  | 18 luglio 1968    | C. Torres, S. Cofre                                    |
| 43723 -              | 1975 SZ1                 | 30 settembre 1975 | S. J. Bus                                              |
| 43724 Pechstein      | 1975 UY                  | 29 ottobre 1975   | F. Börngen                                             |
| 43725 -              | 1978 RK9                 | 2 settembre 1978  | C.-I. Lagerkvist                                       |
| 43726 -              | 1978 UJ5                 | 27 ottobre 1978   | C. M. Olmstead                                         |
| 43727 -              | 1979 MQ2                 | 25 giugno 1979    | E. F. Helin, S. J. Bus                                 |
| 43728 -              | 1979 MA3                 | 25 giugno 1979    | E. F. Helin, S. J. Bus                                 |
| 43729 -              | 1979 MS3                 | 25 giugno 1979    | E. F. Helin, S. J. Bus                                 |
| 43730 -              | 1979 MK4                 | 25 giugno 1979    | E. F. Helin, S. J. Bus                                 |
| 43731 -              | 1979 ML5                 | 25 giugno 1979    | E. F. Helin, S. J. Bus                                 |
| 43732 -              | 1979 MO7                 | 25 giugno 1979    | E. F. Helin, S. J. Bus                                 |
| 43733 -              | 1979 MV7                 | 25 giugno 1979    | E. F. Helin, S. J. Bus                                 |
| 43734 -              | 1979 MY7                 | 25 giugno 1979    | E. F. Helin, S. J. Bus                                 |
| 43735 -              | 1981 DQ1                 | 28 febbraio 1981  | S. J. Bus                                              |
| 43736 -              | 1981 DL2                 | 28 febbraio 1981  | S. J. Bus                                              |
| 43737 -              | 1981 EU3                 | 2 marzo 1981      | S. J. Bus                                              |
| 43738 -              | 1981 ED6                 | 7 marzo 1981      | S. J. Bus                                              |
| 43739 -              | 1981 EP7                 | 1 marzo 1981      | S. J. Bus                                              |
| 43740 -              | 1981 EM9                 | 1 marzo 1981      | S. J. Bus                                              |
| 43741 -              | 1981 ES10                | 1 marzo 1981      | S. J. Bus                                              |
| 43742 -              | 1981 EX12                | 1 marzo 1981      | S. J. Bus                                              |
| 43743 -              | 1981 EK16                | 1 marzo 1981      | S. J. Bus                                              |
| 43744 -              | 1981 EX17                | 2 marzo 1981      | S. J. Bus                                              |
| 43745 -              | 1981 EN22                | 2 marzo 1981      | S. J. Bus                                              |
| 43746 -              | 1981 EH31                | 2 marzo 1981      | S. J. Bus                                              |
| 43747 -              | 1981 EX31                | 2 marzo 1981      | S. J. Bus                                              |
| 43748 -              | 1981 ET37                | 1 marzo 1981      | S. J. Bus                                              |
| 43749 -              | 1981 EG46                | 2 marzo 1981      | S. J. Bus                                              |
| 43750 -              | 1981 QG3                 | 25 agosto 1981    | H. Debehogne                                           |
| 43751 Asam           | 1982 UD4                 | 19 ottobre 1982   | F. Börngen                                             |
| 43752 Maryosipova    | 1982 US5                 | 20 ottobre 1982   | L. G. Karachkina                                       |
| 43753 Okadayoshirou  | 1982 VN3                 | 14 novembre 1982  | H. Kosai, K. Hurukawa                                  |
| 43754 -              | 1983 AA                  | 9 gennaio 1983    | B. A. Skiff                                            |
| 43755 -              | 1983 RJ1                 | 5 settembre 1983  | Oak Ridge Observatory                                  |
| 43756 -              | 1984 CE                  | 10 febbraio 1984  | J. Gibson                                              |
| 43757 -              | 1984 DB1                 | 27 febbraio 1984  | H. Debehogne                                           |
| 43758 -              | 1985 QY2                 | 17 agosto 1985    | E. F. Helin                                            |
| 43759 -              | 1986 QW2                 | 28 agosto 1986    | H. Debehogne                                           |
| 43760 -              | 1986 QD3                 | 29 agosto 1986    | H. Debehogne                                           |
| 43761 -              | 1986 QQ3                 | 29 agosto 1986    | H. Debehogne                                           |
| 43762 -              | 1986 WC1                 | 25 novembre 1986  | Z. Vávrová                                             |
| 43763 Russert        | 1987 KF1                 | 30 maggio 1987    | C. S. Shoemaker                                        |
| 43764 -              | 1988 BL5                 | 28 gennaio 1988   | R. H. McNaught                                         |
| 43765 -              | 1988 CF4                 | 13 febbraio 1988  | E. W. Elst                                             |
| 43766 -              | 1988 CR4                 | 13 febbraio 1988  | E. W. Elst                                             |
| 43767 Permeke        | 1988 CP5                 | 13 febbraio 1988  | E. W. Elst                                             |
| 43768 Lynevans       | 1988 CH7                 | 15 febbraio 1988  | E. W. Elst                                             |
| 43769 -              | 1988 EK                  | 10 marzo 1988     | J. Alu                                                 |
| 43770 -              | 1988 EX1                 | 13 marzo 1988     | P. Jensen                                              |
| 43771 -              | 1988 TJ                  | 3 ottobre 1988    | S. Ueda, H. Kaneda                                     |
| 43772 -              | 1988 TV1                 | 13 ottobre 1988   | S. Ueda, H. Kaneda                                     |
| 43773 -              | 1989 AJ                  | 4 gennaio 1989    | M. Arai, H. Mori                                       |
| 43774 -              | 1989 CO2                 | 4 febbraio 1989   | E. W. Elst                                             |
| 43775 Tiepolo        | 1989 CA6                 | 2 febbraio 1989   | F. Börngen                                             |
| 43776 -              | 1989 GP2                 | 3 aprile 1989     | E. W. Elst                                             |
| 43777 -              | 1989 RK1                 | 3 settembre 1989  | E. W. Elst                                             |
| 43778 -              | 1989 SY3                 | 26 settembre 1989 | E. W. Elst                                             |
| 43779 -              | 1989 SQ5                 | 26 settembre 1989 | E. W. Elst                                             |
| 43780 -              | 1989 SL8                 | 23 settembre 1989 | H. Debehogne                                           |
| 43781 -              | 1989 TB3                 | 7 ottobre 1989    | E. W. Elst                                             |
| 43782 -              | 1989 US2                 | 29 ottobre 1989   | T. Hioki, N. Kawasato                                  |
| 43783 Svyatitelpyotr | 1989 UX7                 | 24 ottobre 1989   | L. I. Chernykh                                         |
| 43784 -              | 1989 XR1                 | 2 dicembre 1989   | E. W. Elst                                             |
| 43785 -              | 1989 YC6                 | 29 dicembre 1989  | E. W. Elst                                             |
| 43786 -              | 1990 QA8                 | 16 agosto 1990    | E. W. Elst                                             |
| 43787 -              | 1990 QR8                 | 16 agosto 1990    | E. W. Elst                                             |
| 43788 -              | 1990 RB3                 | 14 settembre 1990 | H. E. Holt                                             |
| 43789 -              | 1990 SN9                 | 22 settembre 1990 | E. W. Elst                                             |
| 43790 Ferdinandbraun | 1990 TY3                 | 12 ottobre 1990   | F. Börngen, L. D. Schmadel                             |
| 43791 -              | 1990 UK5                 | 16 ottobre 1990   | E. W. Elst                                             |
| 43792 Nobutakagoto   | 1990 VY1                 | 11 novembre 1990  | T. Seki                                                |
| 43793 Mackey         | 1990 VK7                 | 13 novembre 1990  | C. S. Shoemaker                                        |
| 43794 Yabetakemoto   | 1990 YP                  | 19 dicembre 1990  | T. Seki                                                |
| 43795 -              | 1991 AK1                 | 15 gennaio 1991   | S. Inoda, T. Urata                                     |
| 43796 -              | 1991 AS1                 | 14 gennaio 1991   | E. F. Helin                                            |
| 43797 -              | 1991 AF2                 | 7 gennaio 1991    | R. H. McNaught                                         |
| 43798 -              | 1991 GW8                 | 8 aprile 1991     | E. W. Elst                                             |
| 43799 -              | 1991 PZ10                | 7 agosto 1991     | H. E. Holt                                             |
| 43800 -              | 1991 PP13                | 5 agosto 1991     | H. E. Holt                                             |

## 43801-43900
| Nome                 | Designazione provvisoria | Data di scoperta  | Scopritore                       |
| -------------------- | ------------------------ | ----------------- | -------------------------------- |
| 43801 -              | 1991 PL15                | 8 agosto 1991     | H. E. Holt                       |
| 43802 -              | 1991 PY18                | 10 agosto 1991    | H. E. Holt                       |
| 43803 Wakakinosakura | 1991 RH2                 | 7 settembre 1991  | T. Seki                          |
| 43804 Peterting      | 1991 RL4                 | 10 settembre 1991 | F. Börngen, L. D. Schmadel       |
| 43805 -              | 1991 RQ5                 | 13 settembre 1991 | H. E. Holt                       |
| 43806 Augustepiccard | 1991 RG7                 | 13 settembre 1991 | F. Börngen, L. D. Schmadel       |
| 43807 -              | 1991 RC11                | 13 settembre 1991 | H. E. Holt                       |
| 43808 -              | 1991 RF11                | 13 settembre 1991 | H. E. Holt                       |
| 43809 -              | 1991 RE14                | 13 settembre 1991 | H. E. Holt                       |
| 43810 -              | 1991 RJ20                | 14 settembre 1991 | H. E. Holt                       |
| 43811 -              | 1991 RA24                | 11 settembre 1991 | H. E. Holt                       |
| 43812 -              | 1991 RJ29                | 13 settembre 1991 | H. E. Holt                       |
| 43813 Kühner         | 1991 TQ2                 | 7 ottobre 1991    | F. Börngen, L. D. Schmadel       |
| 43814 -              | 1991 UE1                 | 18 ottobre 1991   | S. Ueda, H. Kaneda               |
| 43815 -              | 1991 VD4                 | 3 novembre 1991   | E. F. Helin                      |
| 43816 -              | 1992 CN2                 | 2 febbraio 1992   | E. W. Elst                       |
| 43817 -              | 1992 EF22                | 1 marzo 1992      | UESAC                            |
| 43818 -              | 1992 ET32                | 2 marzo 1992      | UESAC                            |
| 43819 -              | 1992 LL                  | 3 giugno 1992     | G. J. Leonard                    |
| 43820 -              | 1992 PP1                 | 8 agosto 1992     | E. W. Elst                       |
| 43821 -              | 1992 RL3                 | 2 settembre 1992  | E. W. Elst                       |
| 43822 -              | 1992 RP5                 | 2 settembre 1992  | E. W. Elst                       |
| 43823 -              | 1992 SV24                | 29 settembre 1992 | H. E. Holt                       |
| 43824 -              | 1992 SY24                | 30 settembre 1992 | H. E. Holt                       |
| 43825 -              | 1992 UJ5                 | 25 ottobre 1992   | T. Hioki, S. Hayakawa            |
| 43826 -              | 1992 UC6                 | 28 ottobre 1992   | S. Ueda, H. Kaneda               |
| 43827 -              | 1993 BV5                 | 27 gennaio 1993   | E. W. Elst                       |
| 43828 -              | 1993 FB5                 | 17 marzo 1993     | UESAC                            |
| 43829 -              | 1993 FB19                | 17 marzo 1993     | UESAC                            |
| 43830 -              | 1993 FZ21                | 21 marzo 1993     | UESAC                            |
| 43831 -              | 1993 FP29                | 21 marzo 1993     | UESAC                            |
| 43832 -              | 1993 FA33                | 19 marzo 1993     | UESAC                            |
| 43833 -              | 1993 FF34                | 19 marzo 1993     | UESAC                            |
| 43834 -              | 1993 FC45                | 19 marzo 1993     | UESAC                            |
| 43835 -              | 1993 FM45                | 19 marzo 1993     | UESAC                            |
| 43836 -              | 1993 FX45                | 19 marzo 1993     | UESAC                            |
| 43837 -              | 1993 FN49                | 19 marzo 1993     | UESAC                            |
| 43838 -              | 1993 FW49                | 19 marzo 1993     | UESAC                            |
| 43839 -              | 1993 FC60                | 19 marzo 1993     | UESAC                            |
| 43840 -              | 1993 FE76                | 21 marzo 1993     | UESAC                            |
| 43841 Marcustacitus  | 1993 HB                  | 17 aprile 1993    | Stroncone                        |
| 43842 -              | 1993 MR                  | 26 giugno 1993    | Farra d'Isonzo                   |
| 43843 Cleynaerts     | 1993 NC2                 | 12 luglio 1993    | E. W. Elst                       |
| 43844 Rowling        | 1993 OX2                 | 25 luglio 1993    | M. Hammergren                    |
| 43845 -              | 1993 OS9                 | 20 luglio 1993    | E. W. Elst                       |
| 43846 -              | 1993 PV8                 | 15 agosto 1993    | E. W. Elst, C. Pollas            |
| 43847 -              | 1993 QQ5                 | 17 agosto 1993    | E. W. Elst                       |
| 43848 -              | 1993 QP9                 | 20 agosto 1993    | E. W. Elst                       |
| 43849 -              | 1993 RB11                | 14 settembre 1993 | H. Debehogne, E. W. Elst         |
| 43850 -              | 1993 SB14                | 16 settembre 1993 | H. Debehogne, E. W. Elst         |
| 43851 -              | 1993 TL1                 | 15 ottobre 1993   | K. Endate, K. Watanabe           |
| 43852 -              | 1993 TH28                | 9 ottobre 1993    | E. W. Elst                       |
| 43853 -              | 1993 TM29                | 9 ottobre 1993    | E. W. Elst                       |
| 43854 -              | 1993 TO31                | 9 ottobre 1993    | E. W. Elst                       |
| 43855 -              | 1993 TX36                | 9 ottobre 1993    | E. W. Elst                       |
| 43856 -              | 1993 UV4                 | 20 ottobre 1993   | E. W. Elst                       |
| 43857 Tanijinzan     | 1993 VP2                 | 15 novembre 1993  | T. Seki                          |
| 43858 -              | 1994 AT                  | 4 gennaio 1994    | T. Kobayashi                     |
| 43859 Naoyayano      | 1994 AN15                | 9 gennaio 1994    | T. Kobayashi, H. Fujii           |
| 43860 -              | 1994 CQ9                 | 7 febbraio 1994   | E. W. Elst                       |
| 43861 -              | 1994 CT13                | 8 febbraio 1994   | E. W. Elst                       |
| 43862 -              | 1994 EK1                 | 6 marzo 1994      | T. Kobayashi                     |
| 43863 -              | 1994 EU6                 | 9 marzo 1994      | E. W. Elst                       |
| 43864 -              | 1994 GM3                 | 6 aprile 1994     | Spacewatch                       |
| 43865 -              | 1994 PX9                 | 10 agosto 1994    | E. W. Elst                       |
| 43866 -              | 1994 PG19                | 12 agosto 1994    | E. W. Elst                       |
| 43867 -              | 1994 PO28                | 12 agosto 1994    | E. W. Elst                       |
| 43868 -              | 1994 PL35                | 10 agosto 1994    | E. W. Elst                       |
| 43869 -              | 1994 RD11                | 10 settembre 1994 | R. H. McNaught                   |
| 43870 -              | 1994 TX                  | 2 ottobre 1994    | K. Endate, K. Watanabe           |
| 43871 -              | 1994 TW15                | 13 ottobre 1994   | Madonna di Dossobuono            |
| 43872 -              | 1994 UL9                 | 28 ottobre 1994   | Spacewatch                       |
| 43873 -              | 1994 VD                  | 1 novembre 1994   | T. Kobayashi                     |
| 43874 -              | 1994 VZ6                 | 7 novembre 1994   | S. Ueda, H. Kaneda               |
| 43875 -              | 1994 WT3                 | 24 novembre 1994  | S. Otomo                         |
| 43876 -              | 1994 XV4                 | 9 dicembre 1994   | T. Kobayashi                     |
| 43877 -              | 1995 BP11                | 29 gennaio 1995   | Spacewatch                       |
| 43878 -              | 1995 BS11                | 29 gennaio 1995   | Spacewatch                       |
| 43879 -              | 1995 CN6                 | 1 febbraio 1995   | Spacewatch                       |
| 43880 -              | 1995 CX7                 | 2 febbraio 1995   | Spacewatch                       |
| 43881 Cerreto        | 1995 DA13                | 25 febbraio 1995  | M. Tombelli, C. Casacci          |
| 43882 Maurivicoli    | 1995 EM1                 | 7 marzo 1995      | L. Tesi, A. Boattini             |
| 43883 -              | 1995 EK2                 | 1 marzo 1995      | Spacewatch                       |
| 43884 -              | 1995 FZ7                 | 25 marzo 1995     | Spacewatch                       |
| 43885 -              | 1995 FJ9                 | 26 marzo 1995     | Spacewatch                       |
| 43886 -              | 1995 GR7                 | 3 aprile 1995     | BAO Schmidt CCD Asteroid Program |
| 43887 -              | 1995 OS4                 | 22 luglio 1995    | Spacewatch                       |
| 43888 -              | 1995 OV8                 | 27 luglio 1995    | Spacewatch                       |
| 43889 Osawatakaomi   | 1995 QH                  | 17 agosto 1995    | T. Okuni                         |
| 43890 Katiaottani    | 1995 QT3                 | 31 agosto 1995    | E. Colombini                     |
| 43891 -              | 1995 SQ1                 | 21 settembre 1995 | T. B. Spahr                      |
| 43892 -              | 1995 SG21                | 19 settembre 1995 | Spacewatch                       |
| 43893 -              | 1995 ST32                | 21 settembre 1995 | Spacewatch                       |
| 43894 -              | 1995 TP                  | 12 ottobre 1995   | D. di Cicco                      |
| 43895 -              | 1995 UC4                 | 20 ottobre 1995   | T. Kobayashi                     |
| 43896 -              | 1995 UL4                 | 20 ottobre 1995   | T. Kobayashi                     |
| 43897 -              | 1995 VC                  | 1 novembre 1995   | T. Kobayashi                     |
| 43898 -              | 1995 VN                  | 2 novembre 1995   | T. Kobayashi                     |
| 43899 -              | 1995 VH1                 | 15 novembre 1995  | K. Endate, K. Watanabe           |
| 43900 -              | 1995 VH2                 | 13 novembre 1995  | Y. Shimizu, T. Urata             |

## 43901-44000
| Nome                 | Designazione provvisoria | Data di scoperta | Scopritore                       |
| -------------------- | ------------------------ | ---------------- | -------------------------------- |
| 43901 -              | 1995 VX2                 | 14 novembre 1995 | Spacewatch                       |
| 43902 -              | 1995 VX4                 | 14 novembre 1995 | Spacewatch                       |
| 43903 -              | 1995 WC                  | 16 novembre 1995 | T. Kobayashi                     |
| 43904 -              | 1995 WO                  | 16 novembre 1995 | T. Urata                         |
| 43905 -              | 1995 WC1                 | 16 novembre 1995 | S. Ueda, H. Kaneda               |
| 43906 -              | 1995 WK4                 | 20 novembre 1995 | T. Kobayashi                     |
| 43907 -              | 1995 WX4                 | 20 novembre 1995 | T. Kobayashi                     |
| 43908 Hiraku         | 1995 WE7                 | 21 novembre 1995 | T. Okuni                         |
| 43909 -              | 1995 WB9                 | 28 novembre 1995 | Y. Shimizu, T. Urata             |
| 43910 -              | 1995 WA20                | 17 novembre 1995 | Spacewatch                       |
| 43911 -              | 1995 WF22                | 17 novembre 1995 | Spacewatch                       |
| 43912 -              | 1995 WR34                | 20 novembre 1995 | Spacewatch                       |
| 43913 -              | 1995 YT                  | 17 dicembre 1995 | T. Kobayashi                     |
| 43914 -              | 1995 YC2                 | 19 dicembre 1995 | T. Kobayashi                     |
| 43915 -              | 1995 YT7                 | 16 dicembre 1995 | Spacewatch                       |
| 43916 -              | 1996 AP2                 | 13 gennaio 1996  | T. Kobayashi                     |
| 43917 -              | 1996 AM16                | 13 gennaio 1996  | Spacewatch                       |
| 43918 -              | 1996 AE18                | 13 gennaio 1996  | Spacewatch                       |
| 43919 -              | 1996 BG3                 | 18 gennaio 1996  | N. Sato, T. Urata                |
| 43920 -              | 1996 CJ2                 | 12 febbraio 1996 | S. Ueda, H. Kaneda               |
| 43921 -              | 1996 CW3                 | 10 febbraio 1996 | Spacewatch                       |
| 43922 -              | 1996 CE5                 | 10 febbraio 1996 | Spacewatch                       |
| 43923 Cosimonoccioli | 1996 CX8                 | 14 febbraio 1996 | U. Munari, M. Tombelli           |
| 43924 Martoni        | 1996 DV1                 | 22 febbraio 1996 | A. Vagnozzi                      |
| 43925 -              | 1996 DB3                 | 27 febbraio 1996 | P. Kolény, L. Kornoš             |
| 43926 -              | 1996 EL1                 | 10 marzo 1996    | K. Endate, K. Watanabe           |
| 43927 -              | 1996 GN4                 | 11 aprile 1996   | Spacewatch                       |
| 43928 -              | 1996 HE13                | 17 aprile 1996   | E. W. Elst                       |
| 43929 -              | 1996 JO9                 | 13 maggio 1996   | Spacewatch                       |
| 43930 -              | 1996 LR3                 | 15 giugno 1996   | Spacewatch                       |
| 43931 Yoshimi        | 1996 PR9                 | 9 agosto 1996    | T. Okuni                         |
| 43932 -              | 1996 QH                  | 16 agosto 1996   | NEAT                             |
| 43933 -              | 1996 RX9                 | 7 settembre 1996 | Spacewatch                       |
| 43934 -              | 1996 TC                  | 1 ottobre 1996   | D. di Cicco                      |
| 43935 Danshechtman   | 1996 TF                  | 1 ottobre 1996   | V. S. Casulli                    |
| 43936 -              | 1996 TM11                | 11 ottobre 1996  | K. Endate                        |
| 43937 -              | 1996 TS25                | 6 ottobre 1996   | Spacewatch                       |
| 43938 -              | 1996 TH51                | 5 ottobre 1996   | E. W. Elst                       |
| 43939 -              | 1996 TT53                | 5 ottobre 1996   | E. W. Elst                       |
| 43940 -              | 1996 XY5                 | 7 dicembre 1996  | T. Kobayashi                     |
| 43941 -              | 1996 YP                  | 20 dicembre 1996 | T. Kobayashi                     |
| 43942 -              | 1996 YX                  | 20 dicembre 1996 | T. Kobayashi                     |
| 43943 -              | 1997 AV                  | 2 gennaio 1997   | T. Kobayashi                     |
| 43944 -              | 1997 AW1                 | 3 gennaio 1997   | T. Kobayashi                     |
| 43945 -              | 1997 AS2                 | 3 gennaio 1997   | T. Kobayashi                     |
| 43946 -              | 1997 AR6                 | 7 gennaio 1997   | T. Urata                         |
| 43947 -              | 1997 AE7                 | 9 gennaio 1997   | T. Kobayashi                     |
| 43948 -              | 1997 AU12                | 10 gennaio 1997  | T. Kobayashi                     |
| 43949 -              | 1997 AU18                | 9 gennaio 1997   | N. Sato                          |
| 43950 -              | 1997 BG1                 | 28 gennaio 1997  | T. Kobayashi                     |
| 43951 -              | 1997 BC5                 | 31 gennaio 1997  | Spacewatch                       |
| 43952 -              | 1997 BG7                 | 28 gennaio 1997  | BAO Schmidt CCD Asteroid Program |
| 43953 -              | 1997 CB1                 | 1 febbraio 1997  | T. Kobayashi                     |
| 43954 Chýnov         | 1997 CT5                 | 7 febbraio 1997  | M. Tichý, Z. Moravec             |
| 43955 Fixlmüller     | 1997 CE6                 | 6 febbraio 1997  | E. Meyer, E. Obermair            |
| 43956 Elidoro        | 1997 CD7                 | 7 febbraio 1997  | P. Sicoli, F. Manca              |
| 43957 Invernizzi     | 1997 CL13                | 7 febbraio 1997  | P. Sicoli, F. Manca              |
| 43958 -              | 1997 CZ14                | 6 febbraio 1997  | Spacewatch                       |
| 43959 -              | 1997 CB26                | 12 febbraio 1997 | Y. Shimizu, T. Urata             |
| 43960 -              | 1997 CE27                | 1 febbraio 1997  | Spacewatch                       |
| 43961 -              | 1997 ER5                 | 4 marzo 1997     | Spacewatch                       |
| 43962 -              | 1997 EX13                | 3 marzo 1997     | Spacewatch                       |
| 43963 -              | 1997 EW14                | 4 marzo 1997     | Spacewatch                       |
| 43964 -              | 1997 EF23                | 7 marzo 1997     | BAO Schmidt CCD Asteroid Program |
| 43965 -              | 1997 EO32                | 11 marzo 1997    | Spacewatch                       |
| 43966 -              | 1997 EM36                | 4 marzo 1997     | LINEAR                           |
| 43967 -              | 1997 FM2                 | 31 marzo 1997    | LINEAR                           |
| 43968 -              | 1997 FA5                 | 31 marzo 1997    | LINEAR                           |
| 43969 -              | 1997 GL                  | 4 aprile 1997    | NEAT                             |
| 43970 -              | 1997 GH1                 | 2 aprile 1997    | Spacewatch                       |
| 43971 Gabzdyl        | 1997 GB4                 | 8 aprile 1997    | Z. Moravec, M. Tichý             |
| 43972 -              | 1997 GM6                 | 2 aprile 1997    | LINEAR                           |
| 43973 -              | 1997 GE7                 | 2 aprile 1997    | LINEAR                           |
| 43974 -              | 1997 GY12                | 3 aprile 1997    | LINEAR                           |
| 43975 -              | 1997 GF14                | 3 aprile 1997    | LINEAR                           |
| 43976 -              | 1997 GQ14                | 3 aprile 1997    | LINEAR                           |
| 43977 -              | 1997 GD17                | 3 aprile 1997    | LINEAR                           |
| 43978 -              | 1997 GG17                | 3 aprile 1997    | LINEAR                           |
| 43979 -              | 1997 GM17                | 3 aprile 1997    | LINEAR                           |
| 43980 -              | 1997 GR20                | 6 aprile 1997    | LINEAR                           |
| 43981 -              | 1997 GM21                | 6 aprile 1997    | LINEAR                           |
| 43982 -              | 1997 GA32                | 15 aprile 1997   | BAO Schmidt CCD Asteroid Program |
| 43983 -              | 1997 GR35                | 6 aprile 1997    | LINEAR                           |
| 43984 -              | 1997 HR7                 | 30 aprile 1997   | LINEAR                           |
| 43985 -              | 1997 HQ8                 | 30 aprile 1997   | LINEAR                           |
| 43986 -              | 1997 HF9                 | 30 aprile 1997   | LINEAR                           |
| 43987 -              | 1997 JR9                 | 6 maggio 1997    | Spacewatch                       |
| 43988 -              | 1997 KQ3                 | 31 maggio 1997   | Spacewatch                       |
| 43989 -              | 1997 LG4                 | 9 giugno 1997    | K. A. Williams                   |
| 43990 -              | 1997 LN4                 | 7 giugno 1997    | Spacewatch                       |
| 43991 -              | 1997 MF10                | 28 giugno 1997   | Spacewatch                       |
| 43992 -              | 1997 NP                  | 1 luglio 1997    | Spacewatch                       |
| 43993 Mariola -      | 1997 OK                  | 26 luglio 1997   | P. Sicoli, A. Testa              |
| 43994 -              | 1997 PF3                 | 11 agosto 1997   | A. Galád, A. Pravda              |
| 43995 -              | 1997 PY5                 | 14 agosto 1997   | AMOS                             |
| 43996 -              | 1997 QH                  | 22 agosto 1997   | H. Abe                           |
| 43997 -              | 1997 QX                  | 29 agosto 1997   | W. Offutt                        |
| 43998 Nanyoshino     | 1997 QB3                 | 28 agosto 1997   | T. Okuni                         |
| 43999 Gramigna       | 1997 QC3                 | 31 agosto 1997   | V. Goretti                       |
| 44000 Lucka          | 1997 RB                  | 1 settembre 1997 | Z. Moravec                       |